# Perilitus blapstini
Perilitus blapstini är en stekelart som först beskrevs av Loan 1967.  Perilitus blapstini ingår i släktet Perilitus och familjen bracksteklar. Inga underarter finns listade i Catalogue of Life.